# Konkan

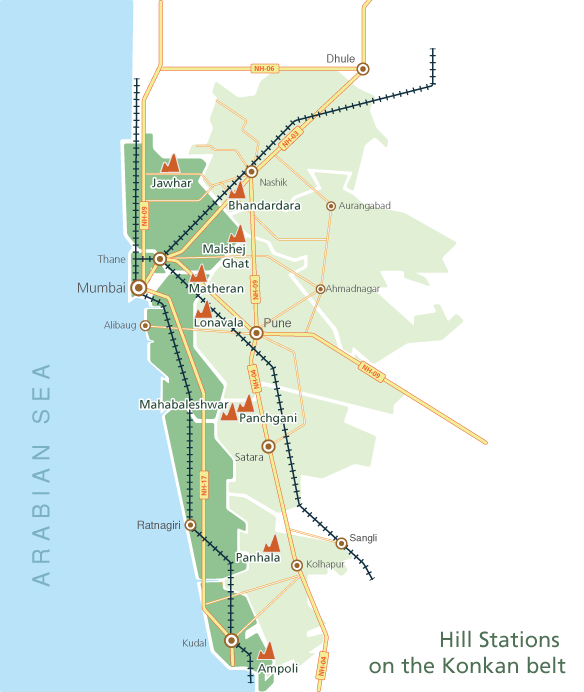
Carta schematica della cintura di Konkan

Il Konkan (marathi कोकण, konkani कोंकण, kannada ಕೊನ್ಕನ್) è una regione dell'India, comprendente la zona costiera occidentale del subcontinente, dalla baia di Mumbai a Mangalore.
Si estende attraverso la costa occidentale di Maharashtra, Goa e Karnataka. I suoi confini approssimativi sono: a est la catena montuosa dei Ghati occidentali, a ovest il Mar Arabico, a nord il fiume Daman Ganga e a sud il fiume Gangavalli. 
La regione non ha confini precisi ma generalmente si ritiene che ne facciano parte i distretti maratti di Raigad, Mumbai City, Mumbai (dist. suburbano), Thane, Ratnagiri e Sindhudurg, lo Stato federato del Goa e i distretti canaresi del Kannada Settentrionale, del Kannada Meridionale e di Udupi.